# Mikołaj (Corneanu)
Mikołaj, imię świeckie Nicolae Mihail Corneanu (ur. 21 listopada 1923 w Caransebeș, zm. 28 września 2014 w Timișoarze) – rumuński biskup prawosławny.

## Życiorys
Syn kapłana prawosławnego, proboszcza cerkwi św. Jana w Caransebeș. Wykształcenie średnie uzyskał w liceum w rodzinnym mieście, natomiast wyższe studia teologiczne ukończył na Wydziale Teologicznym Uniwersytetu w Bukareszcie w 1946. W 1949 uzyskał stopień doktora teologii na podstawie dysertacji poświęconej życiu Antoniego Wielkiego i początkom monastycyzmu w dolinie Nilu. Od 1947 do 1948 wykładał w Akademii Teologiczne w Caransebeș.
W 1948 został wyświęcony na diakona jako mężczyzna żonaty. Od tego samego roku zasiadał w zarządzie duchownym eparchii Timișoary, gdzie był sekretarzem eparchialnym, referentem i radcą administracyjnym. W latach 1956–1959 był wykładowcą w seminarium w Caransebeș, nauczając greki i języka francuskiego. W 1960 przyjął święcenia kapłańskie z rąk Teoktysta (Arapaşu).
15 grudnia 1960 został nominowany na biskupa Aradu. W związku z tym w 1961 złożył wieczyste śluby mnisze w monasterze Cernica, przyjął imię zakonne Mikołaj. 15 stycznia 1961 przyjął chirotonię biskupią z rąk patriarchy rumuńskiego Justyniana, po czym 22 stycznia został intronizowany.
17 lutego 1962 objął katedrę Timișoary i Caransebeș, równocześnie został mianowany metropolitą Banatu. W 1967 był locum tenens metropolii Siedmiogrodu, zaś od 1977 do 1978 – metropolii Oltenii.
Jako metropolita Banatu szczególnie angażował się w restaurację zabytków sakralnych na terenie eparchii, założył również muzeum archieparchii Timișoary. Brał udział w ruchu ekumenicznym, działał w Światowej Radzie Kościołów, w której od 1978 do 1981 był członkiem Komitetu Centralnego. W 1992 został członkiem honorowym Akademii Rumuńskiej. Autor publikacji z zakresu teologii i historii Kościoła, także przekładów tekstów teologicznych z j. greckiego. Wielokrotnie reprezentował Kościół Rumuński w czasie wizyt zagranicznych w innych autokefalicznych Kościołach prawosławnych. W 2008 wziął udział w Świętej Liturgii odprawianej przez duchownych Rumuńskiego Kościoła Greckokatolickiego i przyjął komunię świętą z rąk duchownego tego Kościoła. Czyn ten został potępiony przez Synod Rumuńskiego Kościoła Prawosławnego, jednak hierarchę nie spotkały żadne dalsze konsekwencje.
Według badań Narodowej Rady Badań Archiwów Securitate był wieloletnim współpracownikiem Securitate.